# Liste der pakistanischen Botschafter in den Niederlanden
Die pakistanische Botschaft befindet sich in der Amaliastraat 8 in Den Haag.
Der Botschafter in Den Haag ist regelmäßig auch Vertreter der pakistanischen Regierung bei der Organisation für das Verbot chemischer Waffen.
| Ernannt / Akkreditiert | Name                          | Bemerkungen                  | ernannt von              | akkreditiert bei     | Posten verlassen |
| ---------------------- | ----------------------------- | ---------------------------- | ------------------------ | -------------------- | ---------------- |
| 15. Sep. 1954          | Begum Ra'ana Liaquat Ali Khan | Witwe von Liaquat Ali Khan   | Ghulam Mohammed          | Willem Drees         | 7. Juni 1961     |
| Nov. 1963              | Qudrat Ullah Shahab           |                              | Mohammed Ayub Khan       | Victor Marijnen      | Sep. 1966        |
| 1966                   | Muntaz Ali Alvie              | Foreign Secretary (Pakistan) | Mohammed Ayub Khan       | Jelle Zijlstra       | 1969             |
| 1969                   | S. M. Hasan                   |                              | Agha Muhammad Yahya Khan | Piet de Jong         | 1971             |
| Apr. 1971              | R. S. Chattari                |                              | Zulfikar Ali Bhutto      | Barend Biesheuvel    | März 1972        |
| 1972                   | Jamshed Gustadji Kharas       |                              | Zulfikar Ali Bhutto      | Barend Biesheuvel    | 1975             |
| 1975                   | Syed Ahmad Pasha              |                              | Fazal Ilahi Chaudhry     | Joop den Uyl         | 1978             |
| 1979                   | Sajjad Hyder                  |                              | Mohammed Zia ul-Haq      | Dries van Agt        | 1980             |
| 1981                   | Khurshid Hyder                |                              | Mohammed Zia ul-Haq      | Dries van Agt        | 1984             |
| 1984                   | Riaz Piracha                  | Foreign Secretary (Pakistan) | Mohammed Zia ul-Haq      | Ruud Lubbers         | 1986             |
| 28. Feb. 1987          | Shafqat Ali Shaikh            |                              | Mohammed Zia ul-Haq      | Ruud Lubbers         | 27. Nov. 1989    |
| 1989                   | Javaid Hussain                |                              | Ghulam Ishaq Khan        | Ruud Lubbers         | 1992             |
| 1996                   | Saeed Mohammad Khan           |                              | Faruk Ahmad Khan Leghari | Wim Kok              | 2000             |
| 2000                   | Mustafa Kamal Kazi            |                              | Mohammed Rafiq Tarar     | Wim Kok              | 2005             |
| März 2006              | Sibte Yahaya Naqvi            |                              | Pervez Musharraf         | Jan Peter Balkenende | Feb. 2008        |
| Mai 2008               | Arif Ayub                     |                              | Asif Ali Zardari         | Jan Peter Balkenende | Jan. 2009        |
| 2009                   | Aizaz Ahmand Chaudhry         |                              | Asif Ali Zardari         | Jan Peter Balkenende | 2011             |